# وشاح
الوِشاح (بالإنجليزية: Sash) هو شريط كبير مُلوَّن يرتدى حول البدن، إما يلتف من الكتف إلى الفخذ المقابل، أو يلتف حول الخصر.

## صور

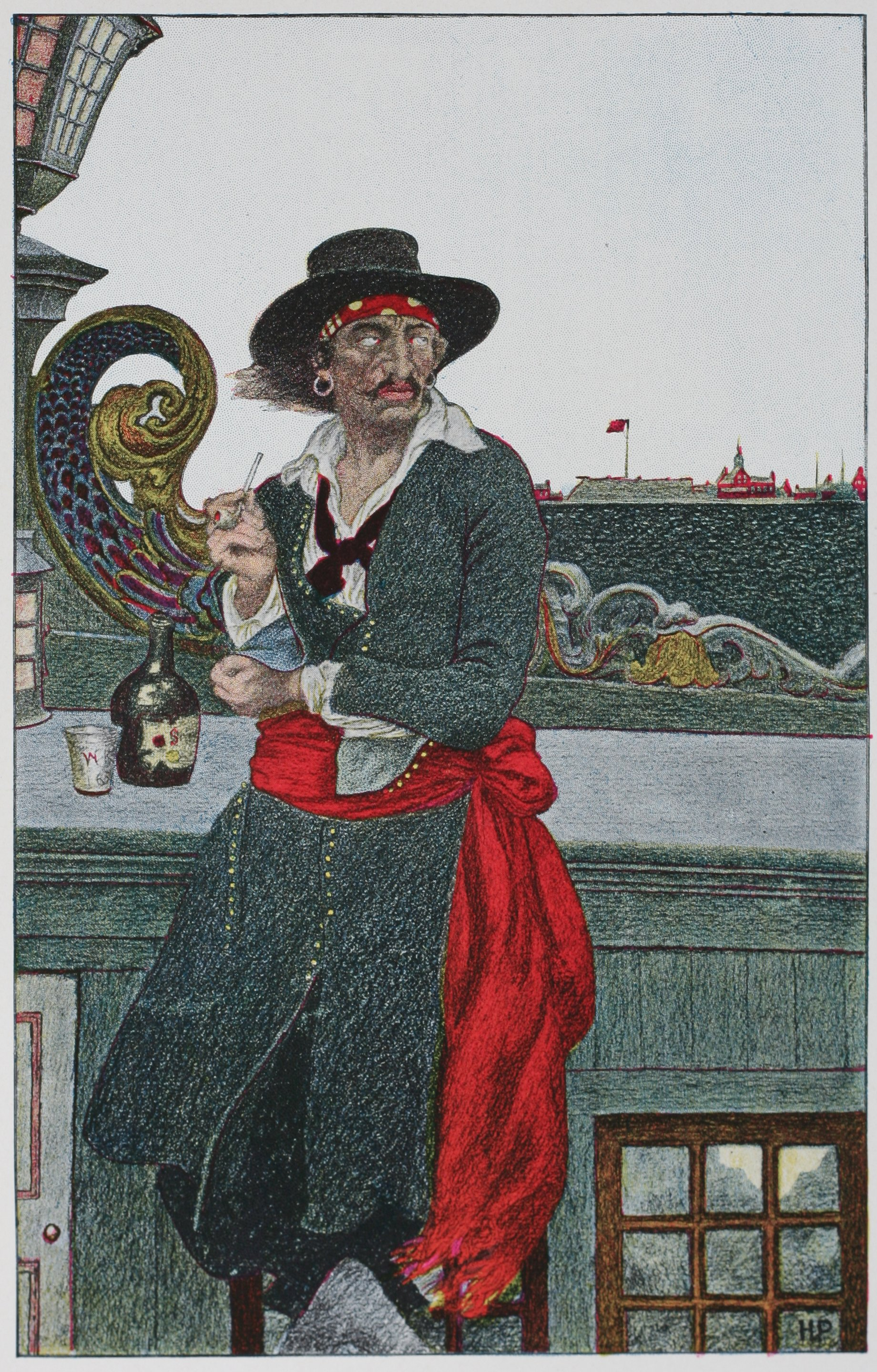
رسمة للقبطان وليام كيد مع وشاح أحمر ملفوف حول خصره.